# Christina Ricci
Christina Ricci (ur. 12 lutego 1980 w Santa Monica) – amerykańska aktorka filmowa.

## Życiorys
Urodziła się w Santa Monica jako najmłodsze z czworga dzieci Sary (z domu Murdoch) i Ralpha Ricciego. Ma pochodzenie irlandzkie, szkockie i włoskie.
Zadebiutowała na wielkim ekranie w wieku zaledwie dziesięciu lat u boku Cher, Winony Ryder i Boba Hoskinsa w filmie Syreny. Prawdziwą popularność przyniosła jej już druga poważna rola: Wednesday Addams w kinowej wersji Rodziny Addamsów (1991). Kolejne filmy, takie jak Kacper, Rodzina Addamsów II czy Mali żołnierze, ugruntowały jej pozycję jednej z najpopularniejszych aktorek dziecięcych Hollywood. Podkładała także głos w grze „The Legend of Spyro: Dawn of the Dragon”. Z upływem lat, Christina Ricci zaczęła odchodzić od kina komercyjnego, skupiając się głównie na rolach w filmach niskobudżetowych, artystycznych (Życie i cała reszta Woody’ego Allena, Oko w oko z życiem Vincenta Gallo). W 1999 roku nominowana została do Złotego Globu w kategorii najlepsza aktorka za rolę w komediodramacie Wojna płci. W 2003 jako Selby Wall, lesbijka z prowincji, wystąpiła u boku nagrodzonej Oscarem Charlize Theron w dramacie biograficznym Monster. Występowała również gościnnie w takich serialach jak Ally McBeal, Joey i Chirurdzy; za rolę w tym ostatnim nominowana była w 2006 roku do nagrody Emmy. Aktorka próbuje również swych sił jako producent filmowy.
Christina Ricci zaangażowała się w kampanię prezydencką Johna Kerry’ego w wyborach prezydenckich w 2004 roku. Zaangażowana jest również w działalność fundacji Planned Parenthood pracującej na rzecz propagowania edukacji w kwestii świadomego planowania założenia rodziny, zdrowia seksualnego i praw reprodukcyjnych.

## Filmografia

### Aktorka
- Syreny (Mermaids, 1990) jako Kate Flax
- Rodzina Addamsów (The Addams Family, 1991) jako Wednesday Addams
- Ciężka próba (The Hard Way, 1991) jako Bonnie
- Stowarzyszenie wdów (The Cemetery Club, 1993) jako Jessica
- Rodzina Addamsów II (Addams Family Values, 1993) jako Wednesday Addams
- Kacper (Casper, 1995) jako Kat
- Koniec niewinności (Now and Then, 1995) jako młoda Roberta
- Poszukiwacze złota (Gold Diggers: The Secret of Bear Mountain, 1995) jako Beth Easton
- Bękart z Karoliny (Bastard Out of Carolina, 1996) jako Dee Dee
- Ostatnie takie lato (The Last of the High Kings, 1996) jako Erin
- Czerwony Kapturek (Little Red Riding Hood, 1997) jako Czerwony Kapturek
- Sprytne kocisko (That Darn Cat, 1997) jako Patti Randall
- Burza lodowa (The Ice Storm, 1997) jako Wendy Hood
- Desert Blue (1998) jako Ely Jackson
- Wojna płci (The Opposite of Sex, 1998) jako DeeDee Truitt
- Las Vegas Parano (Fear and Loathing in Las Vegas, 1998) jako Lucy
- Mali żołnierze (Small Soldiers, 1998) jako lalka Gwendy (głos)
- W dniu mojej śmierci ocknąłem się wcześnie (I Woke Up Early the Day I Died, 1998) jako nastoletnia prostytutka
- Fotokłopoty (Pecker, 1998) jako Shelley
- Oko w oko z życiem (Buffalo '66, 1998) jako Layla
- Jeździec bez głowy (Sleepy Hollow, 1999) jako Katrina Van Tassel
- 200 papierosów (200 Cigarettes, 1999) jako Val
- No Vacancy (1999) jako Lillian
- Próba sił (Bless the Child, 2000) jako Cherry
- Człowiek, który płakał (The Man Who Cried, 2000) jako Suzie
- All Over the Guy (2001) jako Rayna Wyckoff
- Pokolenie P (Prozac Nation, 2001) jako Elizabeth Wurtzel
- Miranda (2002) jako Miranda
- Pumpkin (2002) jako Carolyn McDuffy
- Projekt Laramie (The Laramie Project, 2002) jako Romaine Patterson
- Zgromadzenie (The Gathering, 2002) jako Cassie Grant
- Monster (2003) jako Selby Wall
- Życie i cała reszta (Anything Else, 2003) jako Amanda
- I Love Your Work (2003) jako Shana
- Przeklęta (Cursed, 2005) jako Ellie Myers
- Jęk czarnego węża (Black Snake Moan, 2006) jako Rae
- Penelope (2006) jako Penelope
- Odwaga i nadzieja (Home of the Brave, 2006) jako Sarah Schivino
- Speed Racer (2008) jako Trixie
- Zakochany Nowy Jork (New York, I Love You, 2008) jako Camille
- Miłosna maskarada (All's Faire in Love, 2009) jako Kate
- Życie.po.Życiu (After.Life, 2009) jako Anna Taylor
- Zakochany wilczek (Alpha and Omega, 2010) jako Lilly (głos)
- Bucky Larson: Urodzony gwiazdor (Bucky Larson: Born to Be a Star, 2011) jako Kathy McGee
- Pan Am (2011–2012) jako Maggie Ryan
- Uwodziciel (Bel Ami, 2012) jako Clotilde de Marelle
- Wojenne kwiaty (War Flowers, 2012) jako Sarabeth Ellis
- Smerfy 2 (The Smurfs 2, 2013) jako Vexy (głos)
- Around the Block (2013) jako Dino Chalmers
- Lizzie Borden chwyta za siekierę (Lizzie Borden Took an Ax, 2014) jako Lizzie Borden
- The Hero of Color City (2014) jako Żółty
- Ucieczka z domu obłąkanych (Escaping the Madhouse: The Nellie Bly Story, 2019)
- 10 rzeczy do zrobienia, zanim zerwiemy (10 Things We Should Do Before We Break Up, 2020) jako Abigail

- Faraway Eyes (2020) jako Scarlet

- Percy (2020) jako Rebecca Salcau
- Wednesday (2022) jako Marilyn Thornhill

### Aktorka gościnnie
- H.E.L.P. (1990) jako Olivia
- Simpsonowie (The Simpsons, 1996) jako Erin (głos)
- Ally McBeal (2002) jako Liza Bump
- Zwariowany świat Malcolma (Malcolm in the Middle, 2002) jako Kelly
- Joey (2005) jako Mary Teresa Tribbiani
- Chirurdzy (Grey’s Anatomy, 2006) jako Hannah Davies
- Ocalić Grace (Saving Grace, 2009) jako Abby Charles
- Żona idealna (The Good Wife, 2012) jako Therese Dodd

Nagrody
| Rok  | Nagroda                                            | Kategoria                                                                                          | Rezultat | Źródło |
| ---- | -------------------------------------------------- | -------------------------------------------------------------------------------------------------- | -------- | ------ |
| 1996 | Saturny                                            | Najlepsza kreacja młodego aktora lub aktorki za Kacper (1995)                                      | Zdobyte  | [ 1 ]  |
| 1998 | National Board of Review                           | Najlepsza aktorka drugoplanowa za Wojna płci (1998)                                                | Zdobyte  | [ 1 ]  |
| 1998 | Stowarzyszenie Krytyków Filmowych z Florydy (FFCC) | Najlepsza aktorka drugoplanowa za Wojna płci (1998), Oko w oko z życiem (1998), Fotokłopoty (1998) | Zdobyte  | [ 1 ]  |
| 1999 | Satelity                                           | Najlepsza aktorka w komedii lub musicalu za Wojna płci (1998)                                      | Zdobyte  | [ 1 ]  |
| 2000 | Saturny                                            | Najlepsza aktorka za Jeździec bez głowy (1999)                                                     | Zdobyte  | [ 1 ]  |